# Valērijs Redjko
Valērijs Redjko (ur. 10 marca 1983 w Jełgawie) – łotewski piłkarz, obrońca klubu FK Jelgava.